# Gatunki pomocnicze
Gatunki pomocnicze – pełnią w drzewostanie szczególną rolę biocenotyczną i pielęgnacyjną. Gatunki te zwiększają odporność biologiczną lasu i wpływają korzystnie na stosunki w biocenozie leśnej.
Gatunki pomocnicze tworzą w lesie warstwę podszytową (podszyt), chronią glebę przed zachwaszczeniem, wzbogacają ściółkę leśną i przyczyniają się do powstawania próchnicy w glebie.
Obecność podszytu w lesie pozwala na stosowanie silniejszych cięć pielęgnacyjnych (trzebieży) bez obawy narażenia gleby na odsłonięcie.
Do gatunków pomocniczych (podszytowych) zalicza się: cis, wierzby, dzikie drzewa owocowe, wszystkie krzewy.